# NK Rudar Velenje
Nogometni klub Rudar Velenje (tiếng Việt: Câu lạc bộ bóng đá Rudar Velenje), thường hay gọi NK Rudar Velenje hoặc đơn giản Rudar Velenje, là một câu lạc bộ bóng đá Slovenia đến từ Velenje, hiện tại thi đấu ở Giải bóng đá vô địch quốc gia Slovenia.

## Lịch sử
Câu lạc bộ được thành lập vào tháng 8 năm 1948. Ban đầu đội bóng thi đấu ở giải địa phương MNZ Celje, cho đến khi họ được quyền tham dự Giải Cộng hòa Slovenia năm 1953. Hai năm sau, vào ngày 3 tháng 7 năm 1955, sân nhà của Rudar Ob Jezeru được mở cửa và câu lạc bộ chuyển đến sân nhà hiện tại. Sau một cuộc khủng hoảng ngắn, câu lạc bộ trở lại giải Slovenia năm 1962. Mùa giải 1974–75 câu lạc bộ thuê huấn luyện viên chuyên nghiệp Živko Stakič và vô địch Slovenia năm 1977. Do đó Rudar được quyền tham dự Giải bóng đá hạng nhì Nam Tư, thi đấu tới năm 1982. Ngay trước khi Nam Tư tan rã, Rudar vô địch Slovenia lần thứ hai năm 1991.
Sau khi Slovenia tuyên bố độc lập, Rudar trở thành đội bóng tham dự thường xuyên của Giải bóng đá vô địch quốc gia Slovenia. Đội xuống hạng Giải bóng đá hạng nhì quốc gia Slovenia năm 2003 và trở lại vào mùa giải 2005–06, nhưng lại ngay lập tức trở lại hạng hai. Mùa giải 2007–08 đội bóng kết thúc ở vị trí đầu tiên và được quyền lên chơi lại ở giải cao nhất. Vị thứ cao nhất của câu lạc bộ là thứ 3 trong bốn lần, lần cuối cùng là năm 2014, khi Mate Eterović, tiền đạo của Rudar, cũng là vua phá lưới của giải. Thành công lớn nhất của đội là vô địch Cúp bóng đá Slovenia năm 1998, khi thua trận đầu tiên trên sân khách trước Primorje, nhưng giành chiến thắng 3–0 trước các cổ động viên nhà ở lượt về. Nhờ đó Rudar được thi đấu ở mùa giải cuối cùng của UEFA Cup Winners' Cup, và bị loại trước Varteks Varaždin ở vòng Một.

## Đội hình hiện tại
Tính đến ngày 17 tháng 1 năm 2020
Ghi chú: Quốc kỳ chỉ đội tuyển quốc gia được xác định rõ trong điều lệ tư cách FIFA. Các cầu thủ có thể giữ hơn một quốc tịch ngoài FIFA.
| Số | VT | Quốc gia             | Cầu thủ                                |
| -- | -- | -------------------- | -------------------------------------- |
| 3  | HV | Serbia               | David Hrubik                           |
| 4  | HV | Slovenia             | David Kašnik                           |
| 5  | HV | Serbia               | Jovan Pavlović (mượn từ AS Trenčín)    |
| 6  | TV | Slovenia             | Luka Lovenjak                          |
| 7  | TĐ | Serbia               | Nemanja Tomašević                      |
| 8  | TV | Slovenia             | Damjan Trifković                       |
| 9  | TĐ | Croatia              | Borna Petrović (mượn từ Dinamo Zagreb) |
| 10 | TV | Slovenia             | Leon Črnčič                            |
| 11 | TĐ | Slovenia             | Nace Koprivnik                         |
| 12 | TM | Slovenia             | Tomaž Stopajnik                        |
| 13 | TM | Slovenia             | Matej Radan                            |
| 14 | TV | Bosna và Hercegovina | Mićo Kuzmanović                        |
| 15 | HV | Slovenia             | Leo Ejup                               |
| 17 | TĐ | Croatia              | Dominik Radić                          |
| 18 | TV | Croatia              | Mislav Anđelković                      |
| 19 | TV | Croatia              | Mateo Panadić                          |

| Số | VT | Quốc gia             | Cầu thủ                                   |
| -- | -- | -------------------- | ----------------------------------------- |
| 20 | TV | Slovenia             | Adam Vošnjak                              |
| 21 | HV | Croatia              | Josip Filipović                           |
| 23 | TM | Slovenia             | Danijel Starčić                           |
| 24 | TV | Slovenia             | Nejc Pušnik                               |
| 25 | HV | Slovenia             | Elvedin Džinić                            |
| 26 | TV | Slovenia             | Cene Kitek                                |
| 27 | TĐ | Slovenia             | Haris Kadrić (mượn từ Olimpija Ljubljana) |
| 29 | HV | Croatia              | Dino Škvorc                               |
| 34 | HV | Croatia              | Maksim Oluić                              |
| 39 | TĐ | Slovenia             | Dem Pljava                                |
| 43 | TV | Slovenia             | Aljaž Krefl                               |
| 44 | HV | Croatia              | Marko Ćosić                               |
| 45 | TV | Slovenia             | Robert Pušaver                            |
| 96 | TV | Bosna và Hercegovina | Rijad Kobiljar                            |

## Danh hiệu

### Nam Tư
- Giải bóng đá Cộng hòa Slovenia: 2

1976–77, 1990–91
- Cúp Cộng hòa Slovenia: 1

1979–80

### Slovenia
- Giải bóng đá hạng nhì quốc gia Slovenia: 3

2003–04, 2004–05, 2007–08
- Cúp bóng đá Slovenia: 1

1997–98
- MNZ Celje Cup: 3

1991–92, 2003–04, 2004–05

## Kết quả giải quốc nội và cúp
| Mùa giải | Giải vô địch | Vị thứ      | Đ   | St  | T   | H   | B   | BT   | BB   | Cúp         |
| -------- | ------------ | ----------- | --- | --- | --- | --- | --- | ---- | ---- | ----------- |
| 1991–92  | 1. SNL       | 12          | 38  | 40  | 13  | 12  | 15  | 59   | 65   | Tứ kết      |
| 1992–93  | 1. SNL       | 9           | 33  | 34  | 13  | 7   | 14  | 45   | 52   | Vòng một    |
| 1993–94  | 1. SNL       | 9           | 27  | 30  | 10  | 7   | 13  | 37   | 49   | Vòng 16 đội |
| 1994–95  | 1. SNL       | 7           | 38  | 30  | 16  | 6   | 8   | 55   | 33   | Tứ kết      |
| 1995–96  | 1. SNL       | 7           | 49  | 36  | 13  | 10  | 13  | 46   | 37   | Bán kết     |
| 1996–97  | 1. SNL       | 8           | 42  | 36  | 10  | 12  | 14  | 43   | 53   | Vòng 16 đội |
| 1997–98  | 1. SNL       | 7           | 43  | 36  | 10  | 13  | 13  | 39   | 38   | Vô địch     |
| 1998–99  | 1. SNL       | 3           | 56  | 33  | 16  | 8   | 9   | 43   | 33   | Tứ kết      |
| 1999–00  | 1. SNL       | 3           | 58  | 33  | 17  | 7   | 9   | 49   | 35   | Vòng một    |
| 2000–01  | 1. SNL       | 8           | 43  | 33  | 12  | 7   | 14  | 43   | 44   | Bán kết     |
| 2001–02  | 1. SNL       | 8           | 42  | 33  | 11  | 9   | 13  | 46   | 52   | Tứ kết      |
| 2002–03  | 1. SNL       | 11          | 25  | 31  | 6   | 7   | 18  | 32   | 51   | Vòng một    |
| 2003–04  | 2. SNL       | 1           | 69  | 32  | 21  | 6   | 5   | 84   | 37   | Tứ kết      |
| 2004–05  | 2. SNL       | 1           | 72  | 33  | 23  | 3   | 7   | 76   | 40   | Vòng hai    |
| 2005–06  | 1. SNL       | 10          | 15  | 36  | 2   | 9   | 25  | 28   | 83   | Tứ kết      |
| 2006–07  | 2. SNL       | 8           | 45  | 36  | 12  | 9   | 15  | 45   | 59   | Tứ kết      |
| 2007–08  | 2. SNL       | 1           | 50  | 27  | 15  | 4   | 7   | 70   | 31   | x           |
| 2008–09  | 1. SNL       | 3           | 55  | 36  | 16  | 7   | 13  | 44   | 39   | Tứ kết      |
| 2009–10  | 1. SNL       | 7           | 49  | 36  | 15  | 4   | 17  | 46   | 52   | Tứ kết      |
| 2010–11  | 1. SNL       | 6           | 46  | 36  | 12  | 10  | 14  | 58   | 50   | Vòng hai    |
| 2011–12  | 1. SNL       | 6           | 43  | 36  | 11  | 10  | 15  | 55   | 54   | Bán kết     |
| 2012–13  | 1. SNL       | 7           | 40  | 36  | 11  | 7   | 18  | 42   | 59   | Vòng 16 đội |
| 2013–14  | 1. SNL       | 3           | 63  | 36  | 18  | 9   | 9   | 55   | 33   | Bán kết     |
| 2014–15  | 1. SNL       | 6           | 46  | 36  | 12  | 10  | 14  | 44   | 43   | Vòng 16 đội |
| 2015–16  | 1. SNL       | 7           | 41  | 36  | 11  | 8   | 17  | 34   | 52   | Tứ kết      |
| 2016–17  | 1. SNL       | 7           | 41  | 36  | 10  | 11  | 15  | 49   | 53   | Tứ kết      |
| 2017–18  | 1. SNL       | 4           | 50  | 36  | 15  | 5   | 16  | 50   | 49   | Vòng một    |
| Tổng     | 1. SNL       | 0 Danh hiệu | 983 | 801 | 280 | 195 | 326 | 1042 | 1109 | 1 Cúp       |

*Kết quả tốt nhất được tô đậm.
1. ↑  Rudar Velenje từ chối thăng hạng.

## Giải đấu UEFA
Tất cả các kết quả (sân nhà và sân khách) liệt kê bàn thắng của Rudar trước.
| Mùa giải | Giải đấu              | Vòng đấu | Đối thủ                | Sân nhà | Sân khách | Chung cuộc      |
| -------- | --------------------- | -------- | ---------------------- | ------- | --------- | --------------- |
| 1995     | UEFA Intertoto Cup    | GR2      | Tottenham Hotspur      | 1–2     | –         | thứ 5 place     |
| 1995     | UEFA Intertoto Cup    | GR2      | Öster                  | –       | 1–3       | thứ 5 place     |
| 1995     | UEFA Intertoto Cup    | GR2      | 1. FC Köln             | 0–1     | –         | thứ 5 place     |
| 1995     | UEFA Intertoto Cup    | GR2      | Lucerne                | –       | 1–1       | thứ 5 place     |
| 1998–99  | UEFA Cup Winners' Cup | QR       | Constructorul Chișinău | 2–0     | 0–0       | 2–0             |
| 1998–99  | UEFA Cup Winners' Cup | R1       | Varteks Varaždin       | 0–1     | 0–1       | 0–2             |
| 1999     | UEFA Intertoto Cup    | R1       | Halmstads BK           | 0–0     | 2–2       | 2–2 (a)         |
| 1999     | UEFA Intertoto Cup    | R2       | Austria Lustenau       | 1–2     | 1–2       | 2–4             |
| 2009–10  | UEFA Europa League    | QR1      | Narva Trans            | 3–1     | 3–0       | 6–1             |
| 2009–10  | UEFA Europa League    | QR2      | Red Star Belgrade      | 0–1     | 0–4       | 0–5             |
| 2014–15  | UEFA Europa league    | QR1      | Laçi                   | 1–1     | 1–1       | 2–2 (2–3 ph.đ.) |
| 2018–19  | UEFA Europa League    | QR1      | Tre Fiori              | 7–0     | 3–0       | 10–0            |
| 2018–19  | UEFA Europa League    | QR2      | FCSB                   | 0–2     | 0–4       | 0–6             |

GR2 = Bảng 2; QR = Vòng loại; R1 = Vòng một; R2 = Vòng hai; QR1 = Vòng loại thứ nhất; QR2 = Vòng loại thứ hai.